# Solium Infernum
Solium Infernum — компьютерная игра в жанре пошаговая стратегия для платформы Windows. Была выпущена 26 ноября 2009 года инди-разработчиком Cryptic Comet, 22 февраля 2024 года вышел ремейк от австралийской студии League of Geeks.

## Сюжет
Правящий Адом Тёмный Владыка неожиданно исчез, и подчинённые ему архидемоны начинают борьбу за власть.

## Игровой процесс
Игроки управляют архидемоном, который разными способами (военным, магическим, поулчением престижа) пытается захватить трон Ада.
В начале игры игрок тратит на своего персонажа очки персонажа выбирая титул (влияют на дипломатические отношения. Более знатный может требовать больших уступок) и на определение победителя, если в конце игры двое игроков набирают одинаковое количество «престижа»). Стиль игры определяют пять основных параметров — военное мастерство, хитрость, интеллект, злобность и харизматичность, каждый из которых имеет дисциплины — набор ритуалов, специальных способностей и улучшений. Также можно выбрать отличительные черты, вроде защиты от обмана или возможности усиливать армию прямо пропорционально навыку военного мастерства.
Игровой мир поделён на шестигранники. Игрок может захватывать нейтральные кантоны (шестигранные клетки на игровой карте) и генерирующие престиж места силы Все претенденты на трон связаны с Адским Конклавом — бюрократическим собранием, контролирующим бесчисленные аспекты инфернальной жизни.
В игре присутствует дипломатия, а также военная тактика, позволяющая делать ставку на «престиж» в зависимости от исхода сражений, а также другие тактики, позволяющие повысить положение персонажа игрока среди конкурентов. «Престиж» зарабатывается через захват мест силы, успешное завершение вендетт, приобретение артефактов; потерять престиж можно проиграв битву, отказавшись выполнять требования Конклава или выполняя требования других архидемонов.
Жезл регента, который каждый ход переходит к кому-то из претендентов на престол, дает право получать дающие широкие возможности «карты событий» (уничтожение и ограничение скорости вражеских армий, мгновенное получение большого количества ресурсов и «отлучение», после чего игрок становится врагом для всех и при подсчете престижа не учитывается).
Для начала войны с другим архидемоном существует механика вендетты, перед началом каждой из которых определяются её условия (захват кантонов, мест силы или уничтожение легионов, после чего делается ставка в престиже и определяется время кровопролития). Три вендетты дают архидемону возможность объявить оппоненту кровную вражду — он получает право захватить вражеский бастион и полностью вывести персонажа из игры. В случае мирной игры после трёх уступок демон сможет навязать вендетту на правах сильного, но без полного уничтожения.
Графика оригинальной игры была аскетичной (Ад изображён как замкнутая серая монотонная равнина, игровое меню оформлено в виде пожелтевших древних свитков), хотя в ней были иллюстративные изображения для событий, демонов и легионов.
В оригинальной игре отсутствовал обучающий режим, хотя игра и содержала PDF-руководство. В ремейке он был внедрён. В ремейке помимо мультиплеерной и одиночной игры стал доступным формат «Хроник» — отдельного типа историй, который позволит разыграть различные сценарии за каждого архидемона.
Каждая схватка проходит в три этапа и соответствует значкам в углу карты: дальний, ближний и адский бой. Обладатель легиона должен учитывать его слабые места, которые можно нивелировать присоединением подходящего претора, различными артефактами или местом боя.
Как и в первой игре студии, в ремейке есть несбалансированные комбинацим, гарантирующие победу в любой схватке. Этому всегда находится противовес — слабые в битвах архидемоны могут карточками ритуалов изгнать дисбалансного претора в преисподнюю, ниспослать молнии, заблокировать ход самого сильного юнита или украсть деньги на его содержание.
В ремейке игроку были доступны следующие архидемоны:
- Андромалий — сохранил свой ангельский облик после падения, воплощает тщеславие.
- Астарот — ориентирован на военный стиль игры, олицетворение гнева.
- Белиал — олицетворение лжи, может натравливать архидемонов друг на друга.
- Вельзевул — маг.
- Лилит — .маг.
- Маммон — воплощение скупости.
- Мурмур — некромант.
- Эржебет — ориентирована на военный стиль игры.

## Создание
Для меня на первом месте всегда сеттинг и тема. По сути, я выбираю тему, а затем строю вокруг нее механику и игровой процесс. Итак, как только я понял, что хочу создать стратегическую игру, действие которой происходит в аду, все соответствующие атрибуты были воплощены в игровой механике… обман и предательство.
Оригинальная игра была создана в Adobe Director создателем настольных игр Виком Дэвисом, выбравшим этот инструмент из-за знакомства с ним.
При создании игры автор вдохновлялся средневековой литературой и искусством (Джотто ди Бондоне, Иероним Босх), Потерянным раем Джона Мильтона, средневековым феодализмом и Дюной Фрэнка Герберта (механика вендетты), Игрой престолов Джорджа Мартина. Выбор формата игры по электронной почты произошёл как из-за увлечения автора (на которого большее впечатление произвели Dominions), так и из-за технических возможностей и эмоционального влияния.
Игра продавалась по цене 30 долл., что было довольно высоко для инди-продукта.
В 2022 году австралийская студия League of Geeks объявила о работе над «переосмыслением» Solium Infernum. Помимо обновления графики проект обещал «взять на себя некоторые вольности», а также добавить более современный многопользовательский функционал. 10 октября 2023 года на Steam Next Fest Demo вышла демо-версия игры
1 декабря 2023 года было объявлено о переносе даты выхода игры на 14 февраля 2024 года, также был представлен главный дизайнер — Энтони Свит.
8 февраля 2024 года дата выхода была снова перенесена, которой в итоге стало 22 февраля.

## Приём
| Русскоязычные издания | Русскоязычные издания |
| Издание               | Оценка                |
| --------------------- | --------------------- |
| StopGame.ru           | Изумительно           |

Solium Infernum не получил большого внимания со стороны менйстримовой игровой прессы, но заинтересовал независимых журналистов и игровые блоги. Квинтин Смит из Eurogamer с большим энтузиазмом отнёсся к игре. и заявил в своей колонке GameSetWatch: «Solium Infernum больше, чем любая другая игра, в которую я играл за последние годы, передает ощущение, когда смотришь на экран и теряешься в холодной славе трудного решения». Rock, Paper, Shotgun пристально освящал игру, посвятив большую серию постов пошаговому обзору многопользовательского режима, а Кирон Гиллен назвал Solium Infernum «одной из самых интригующих, тонких и просто лучших игр 2009 года». PC Gamer gave Solium Infernum 85 %.
Журнал «Лучшие компьютерные игры» поставил игре оценку в 75 %.
StopGame.ru дал ремейку наивысшую оценку «Изумительно», посчитав её хорошим переосмыслением классической игры. К плюсам были отнесены игровой процесс, оформление, к недостаткам — дисбаланс, высокий порог вхождения; слабый ИИ.